# Ceromitia transtrifera
Ceromitia transtrifera là một loài bướm đêm thuộc họ Adelidae. Loài này có ở Nam Phi.